# Dorymyrmex alboniger
Dorymyrmex alboniger este o specie de furnică din genul "Dorymyrmex". Descrisă de Forel în 1914, specia este endemică în Argentina.